# Wadewitz (Elsteraue)
Wadewitz ist ein zur Ortschaft Könderitz der Gemeinde Elsteraue im Burgenlandkreis des Landes Sachsen-Anhalt gehöriger Ort, der auf eine Rittergutssiedlung zurückgeht.

## Geschichte
Die zweite Silbe des Namens der Ortschaft -witz enthält ein eingedeutschtes, ursprünglich slawisches Suffix. Es hat ursprünglich patronyme Funktion und verweist in der Regel auf den Gründer des Ortes oder zumindest eine wichtige namensgebende Person des Ortes. Im benachbarten Freistaat Sachsen gibt es zwei weitere Ortsnamen in dieser gleichen Form.
Wadewitz war ein zum Amt Zeitz gehöriges Dorf mit einem amtssässigen Rittergut. Ursprünglich gehörte es zum Bistum Naumburg, aus dem das Hochstift Naumburg-Zeitz hervorging. 1657 gelangte Wadewitz an das Sekundogeniturfürstentum Sachsen-Zeitz, zu dem es bis zu dessen Auflösung im Jahre 1718 gehörte. Dann fiel es an das Kurfürstentum Sachsen zurück, das 1806 in ein Königreich umgewandelt wurde. Durch die Beschlüsse des Wiener Kongresses gelangte Wadewitz an das neugebildete Herzogtum Sachsen im Königreich Preußen und wurde in den Regierungsbezirk Merseburg integriert. Zuständig für die lokale Verwaltung war der Landkreis Zeitz, während für alle Handlungen der freiwilligen Gerichtsbarkeit bis 1849 das Patrimonialgericht Wadewitz zuständig war.
Neben der Gemeinde Wadewitz bestand bis in die 1920er Jahre der Gutsbezirk Wadewitz, der dann mit der Gemeinde vereinigt wurde.
Noch vor 1950 wurde Wadewitz nach Traupitz eingemeindet und Traupitz wiederum wurde am 1. Juli 1950 ein Ortsteil der Gemeinde Könderitz.
Eingepfarrt war Wadewitz nach Langendorf.

## Rittergut
Zum Rittergut gehörte zeitweise das Vorwerk Tannewitz. Das Gut befand sich bis 1687 im Besitz der Adelsfamilie von Döben, danach kaufte es Rudolph von Bünau. Im 18. Jahrhundert lösten sich mehrere Adelsfamilien im Besitz der Rittergutes Wadewitz ab: von Thüna (1719–1733), von Kopping (1733–1735), von Unwerth (1735–1751) und von Kayn (1751–1773). Mit einem Vertreter der Familie Trommer gelangte das Rittergut 1773 erstmals in bürgerliche Hände, in denen es bis zur Enteignung durch die Bodenreform 1945 blieb. 1837 übernahm die Familie Schneider das Gut, die es bis in das 20. Jahrhundert besaß.